# Antófilo
Un antófilo es una hoja o pieza floral. Las piezas que componen las flores son hojas modificadas en el curso de la evolución para cumplir funciones relacionadas con la reproducción. Los antófilos se dividen en dos tipos: de protección y fértiles. 
Los antófilos protectores corresponde a los sépalos y pétalos (conjunto perianto). Cuando los sépalos y pétalos no son diferenciables se habla de tépalos (conjunto perigonio).
Los antófilos fértiles corresponden a los estambres y pistilos (carpelos). 

## Tipología
- Antófilos protectores o estériles: son las hojas modificadas encargadas en brindar protección a los antófilos fértiles y que participan con colores y formas en mecanismos de polinización. Se distinguen entre los antófilos estériles los siguientes:
  - Pétalos. Los pétalos son casi siempre las partes más visibles de la flor, generalmente de vivos colores, con función atractiva, organizados en una envuelta llamada corola. A veces son portadores de nectarios (glándulas productoras de néctar).
  - Sépalos. Más semejantes que los anteriores a hojas normales. Suelen ser verdes y se sitúan debajo de los pétalos, cerrando la flor desde abajo. Cuando la flor está brotando, ellos encierran y protegen las partes internas más delicadas.
  - Tépalos. El término tépalo es utilizado generalmente cuando todos los antofilos del perianto floral son similares en forma y color, y no están claramente diferenciados los sépalos y los pétalos, no pudiéndose distinguir un cáliz y una corola. Éste es el caso que se presenta habitualmente en las plantas monocotiledóneas.
- Antófilos fértiles o esporófilos: son las hojas muy modificadas sobre las que se desarrollan los órganos productores de las células sexuales. Se distinguen entre ellas: 
  - Estambres. Se puede distinguir el filamento y la antera que lo conforman. Su función principal es la producción de esporas masculinas (microsporas). Forma parte del androceo en la flor.
  - Carpelos. Hoja portadora de megásporas (o macrósporas). Se encuentra en el centro de la flor mirada desde arriba y forma parte del gineceo en la flor.